# Byblis gigantea
Espèce
Classification phylogénétique
Statut de conservation UICN

 CR A1ac; B1+2cde; C2a; D : 
En danger critique
Byblis gigantea est une espèce de plantes à fleurs dicotylédone de la famille des Byblidaceae du genre Byblis. Elle est endémique à l'Australie de l'ouest (Perth, Badgingarra, Eneabba).
C'est une plante carnivore qui pousse dans les marais, sur des sables blancs dans un climat tempéré.
Elle mesure 60 cm de haut et ses feuilles linéaires font 20 cm de long. Ses fleurs sont rose ou pourpre et très rarement blanches.

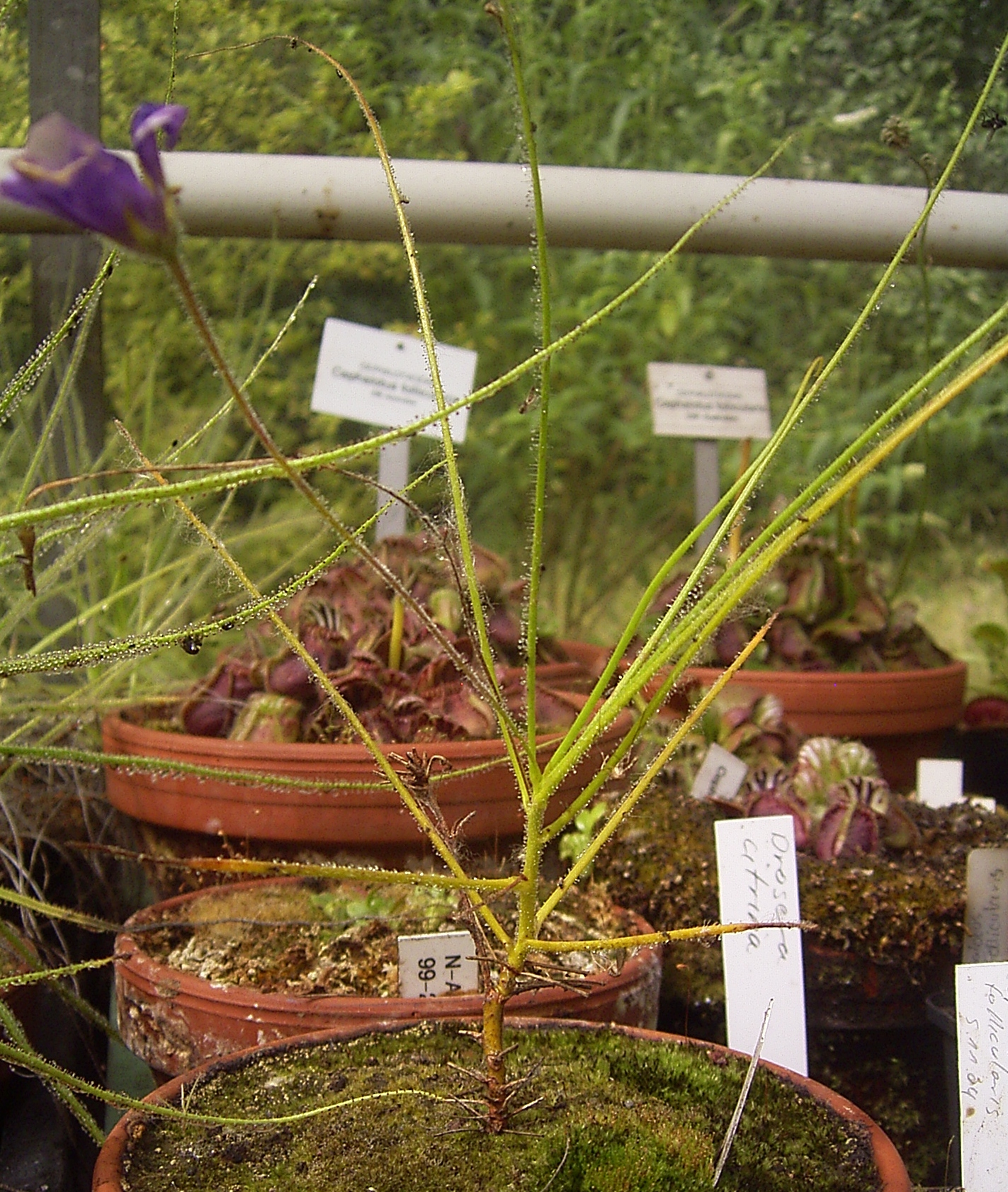
Feuilles et fleur